# Atarba (Atarbodes) tergata
Atarba (Atarbodes) tergata is een tweevleugelige uit de familie steltmuggen (Limoniidae). De soort komt voor in het Afrotropisch gebied.